# Феодор II (патріарх Александрійський)
Патріарх Феодор II, або Теодор II (грец. Πατριάρχης Θεόδωρος Β΄, у миру Ніколаос Хорефтакіс, грец. Νικόλαος Χορευτάκης; нар. 25 листопада 1954, село Канлі-Кастелі, Крит, Грецьке королівство) — єпископ Александрійської православної церкви; з 24 жовтня 2004 року — Папа і Патріарх Александрійський і всієї Африки. Грецький богослов і місіонер.

## Біографія
Народився 25 листопада 1954 в селі Канлі-Кастелі (нині Профітіс Іліас) на острові Крит.
Початкову освіту здобув у рідному селі. Закінчив Різарийську церковну школу в Афінах і богословський факультет Салонікійського університету зі ступенем магістра богослов'я. Вивчав історію мистецтв, літературу і філософію в Одеському університеті (СРСР).
В 1973 прийняв чернечий постриг в Агарафському монастирі Успіння Пресвятої Богородиці в Іракліоні.
У 1975 митрополитом Ламбійським і Сфакійським Феодором (Дзедакісом) висвячений у сан диякона, після чого служив архідияконом Ламбійської митрополії на Криті.
23 квітня 1978 тим же архієреєм висвячений у сан ієромонаха, після чого був протосинкелом тієї ж митрополії. Займався благодійністю.
У 1985—1990 був екзархом Александрійського патріархату при подвір'ї в РПЦ (Свято-Троїцькому соборі Одеси) за патріархів Миколая VI і Парфенія III.
7 червня 1990 висвячений у єпископа Киренського і призначений екзархом Александрійської православної церкви в Афінах, супроводжував Парфенія III у місійних поїздках по Африці та в закордонних візитах.
16 вересня 2002 призначений митрополитом Зімбабвійським.
Заснував чотири місіонерських центри в Хараре, грецький культурний центр на 400 чоловік, два великих місіонерських центри в сусідньому Малаві з лікарнями, технічними школами і курсами медсестер. На кошти грецького парламенту оновив грецький квартал (Школа, Церква, Будинок Священика) в Бейрі, Мозамбік. Він засновував церкви та сприяв створенню православних громад в Ботсвані та Анголі.
11 вересня 2004 Патріарх Петро VII і ряд вищих єпископів Александрійської Православної Церкви загинули в катастрофі вертольота над Егейським морем. Синод обрав 9 жовтня митрополита Феодора на патріарший престол.
24 жовтня 2004 в Успенському соборі Александрії відбулася його інтронізація. На церемонії були присутні предстоятелі та представники помісних православних церков, у тому числі Архієпископ Афінський і всієї Еллади Христодул і Архієпископ Тірани і всієї Албанії Анастасій, глава Коптської Церкви Папа Шенуда III, президент Греції Костіс Стефанопулос, представники президента Єгипту Хосні Мубарака.
У жовтні 2007 здійснив офіційний візит до Московського патріархату.
Був єдиним з предстоятелів інших церков у патріаршому сані і брав участь в інтронізації патріарха московського Кирила в Храмі Христа Спасителя 1 лютого 2009.
8 листопада 2019 визнав Томос Православної церкви України та вніс до свого диптиху її предстоятеля митрополита Епіфанія.
11 липня 2020 року виступив проти перетворення святої Софії на мечеть.

## Нагороди
- Орден Дружби (Росія, 17 вересня 2009 року) — за великий внесок у розвиток співробітництва між Російською Федерацією та Арабською Республікою Єгипет[7]
- Орден князя Ярослава Мудрого I ступеня (Україна, 27 липня 2013 року) — за видатну церковну діяльність, спрямовану на піднесення авторитету православ'я у світі, та з нагоди відзначення в Україні 1025-річчя хрещення Київської Русі[8]
- Орден святого рівноапостольного великого князя Володимира I ступеня (РПЦ, 2007 рік)[9].
- Орден «Слави і Честі» I ступеня (РПЦ, 2013 рік)[10]
- Орден УПЦ МП преподобних Антонія і Феодосія Києво-Печерських I ступеня (2007 рік).[11].
- Золотий орден Святого Георгія (Грузинська православна церква, 2008)[12]
- премія імені Патріарха Олексія II «За видатну діяльність зі зміцнення єдності православних народів. За затвердження і просування християнських цінностей у житті суспільства» (2012)[13].
- Орден Сербського прапора I ступеня (26 вересня 2017 року, Сербія)[14]
- Медаль святого апостола і євангеліста Іоанна Богослова 1-го ступеня (6 грудня 2017 року, Санкт-Петербурзька духовна академія)[15]